# Tampereen Ilves
Tampereen Ilves (finsky „rys ostrovid“, zkratka ry znamená „registrovaný spolek“) je sportovní klub z finského Tampere. Byl založen 10. dubna 1931. Ilves se věnuje lednímu hokeji, fotbalu, futsalu, florbalu, streetballu, ringette a cheerleadingu. Dříve se hrál i basketbal, házená, volejbal, americký fotbal a bowling a krasobruslilo se.
Historicky je to jeden z nejúspěšnějších sportovních klubů ve Finsku. Nejznámější je svým mužským hokejovým týmem, který se ale 4. března 1981 oddělil a vytvořil samostatný spolek Liiga-Ilves ry. Ten se 1. června 2000 změnil v akciovou společnost Ilves-Hockey Oy. Úspěšný byl i fotbalový tým, který roku 1983 dokonce vyhrál tehdejší finskou nejvyšší soutěž Mestaruussarja. Z původního týmu Ilvesu později vznikl fotbalový klub Tampere United, ačkoli Ilves pokračoval později v nižších soutěžích.